# شهرستان آزناکایفسکی
شهرستان آزناکایفسکی (به لاتین: Aznakayevsky District) یک شهرستان در روسیه است که در تاتارستان واقع شده‌است.